# Municipio de Grandview (Kansas)
El municipio de Grandview (en inglés: Grandview Township) es un municipio ubicado en el condado de Ford en el estado estadounidense de Kansas. En el año 2010 tenía una población de 624 habitantes y una densidad poblacional de 2,76 personas por km².

## Geografía
El municipio de Grandview se encuentra ubicado en las coordenadas 37°49′1″N 99°55′59″O / 37.81694, -99.93306. Según la Oficina del Censo de los Estados Unidos, el municipio tiene una superficie total de 226.23 km², de la cual 225,79 km² corresponden a tierra firme y (0,2 %) 0,44 km² es agua.

## Demografía
Según el censo de 2010, había 624 personas residiendo en el municipio de Grandview. La densidad de población era de 2,76 hab./km². De los 624 habitantes, el municipio de Grandview estaba compuesto por el 91,67 % blancos, el 0,48 % eran afroamericanos, el 0,96 % eran amerindios, el 0,96 % eran asiáticos, el 4,81 % eran de otras razas y el 1,12 % eran de una mezcla de razas. Del total de la población el 13,14 % eran hispanos o latinos de cualquier raza.